# Källhagen
Källhagen är ett bostadsområde öster om stadsdelen Strömsbro i Gävle Heliga Trefaldighets distrikt, Gävle kommun. Området har fram till 2015 räknats som en del av tätorten Gävle, för att därefter, tillsammans med närliggande bostadsområden som Jonstorp och Grankullen, klassas som en separat tätort, av SCB benämnd Lindbacka, Jonstorp och Källhagen. Vid avgränsningen 2020 klassades området återigen som en del av tätorten Gävle.

## Befolkningsutveckling
| Befolkningsutvecklingen i Lindbacka, Jonstorp och Källhagen 2015–2015                   | Befolkningsutvecklingen i Lindbacka, Jonstorp och Källhagen 2015–2015 | Befolkningsutvecklingen i Lindbacka, Jonstorp och Källhagen 2015–2015 | Befolkningsutvecklingen i Lindbacka, Jonstorp och Källhagen 2015–2015 | Befolkningsutvecklingen i Lindbacka, Jonstorp och Källhagen 2015–2015 |
| --------------------------------------------------------------------------------------- | --------------------------------------------------------------------- | --------------------------------------------------------------------- | --------------------------------------------------------------------- | --------------------------------------------------------------------- |
|                                                                                         |                                                                       |                                                                       |                                                                       |                                                                       |
| År                                                                                      |                                                                       |                                                                       | Folkmängd                                                             | Areal (ha)                                                            |
| 2015                                                                                    | 2015                                                                  |                                                                       | 445                                                                   | 56                                                                    |
| Anm.: Ny tätort 2015, var före dess en del av tätorten Gävle, samt småorten Grankullen. |                                                                       |                                                                       |                                                                       |                                                                       |